# 法華宗陣門流
法華宗陣門流（ほっけしゅうじんもんりゅう）は、日蓮を宗祖（高祖）とし、日陣（にちじん）（1339年～1414年）を派祖（門祖）とする、仏教の日蓮門下の一派である。本尊は三宝尊である。法華経の題目（南無妙法蓮華経）を唱えること（唱題）を正行（しょうぎょう）とする。

## 概要
陣門流では、三宝の第一を、仏は久遠実成本仏釈迦牟尼世尊とし、法は正法ととらえている妙法蓮華経（法華経）とし、僧は日蓮大聖人（陣門流の使用する日蓮の呼び方）とする。教義は釈迦本仏論で勝劣派である。
日陣は本圀寺（京都市）日静を師として修学し、日静より遷化に先立ち越後国三条本成寺（新潟県三条市）を与えられ、日陣門流を興す。応永13年（1406年）、日陣は京での布教のため、本禅寺を創建する。

## 沿革
- 1253年（建長5年）に宗祖日蓮により立宗。
- 1297年（永仁5年）に日印は山吉定明・長久父子の協力を得て越後国三条長久山本成寺（初祖日朗<六老僧>の四長本山）（新潟県三条市）を建立する。
- 1318年（文保2年）～1319年（元応元年）に日印は高齢の日朗に代わり、征夷大将軍が宮将軍の守邦親王の世の鎌倉幕府の執権・得宗の北条高時の前で他の諸宗の僧を論破（いわゆる鎌倉殿中問答）（弟子の日静が書き留める。）し、日蓮門下の宗門の危機を救う。
- 1406年（応永13年）に亡き日静の弟子日陣は本禅寺（京都府京都市）を建立する。
- 1542年（天文11年）に本成寺9世日覚が京の後奈良天皇に召されて講説をし、大僧正の位を賜る。
- 1872年（明治5年）に一宗一管長制により、日陣門流は日蓮門下の諸門流と連合する。
- 1874年（明治7年）に日陣門流は勝劣派に属する。
- 1876年（明治9年）に管長設置により、日陣門流は本成寺派と公称し、勝劣派は解体する。
- 1898年（明治31年）に本成寺派は法華宗と改称する。
- 1941年（昭和16年）に宗教団体法により、法華宗と本門法華宗と本妙法華宗が合同し、法華宗と公称する。
- 1951年（昭和26年）に法華宗から独立し、法華宗（陣門流）と公称する。

## 宗祖
陣門流では高祖（こうそ）とも呼ぶ。
- 日蓮

## 派祖
陣門流では門祖（もんそ）と呼ぶ。
- 日陣（1339年～1414年）

日蓮（宗祖）から日朗（総本山越後国三条長久山本成寺初祖）、日印（同寺開山）、日静（上杉氏<藤原北家系>出身、後に除歴）の法脈である。

## 寺院

### 総本山

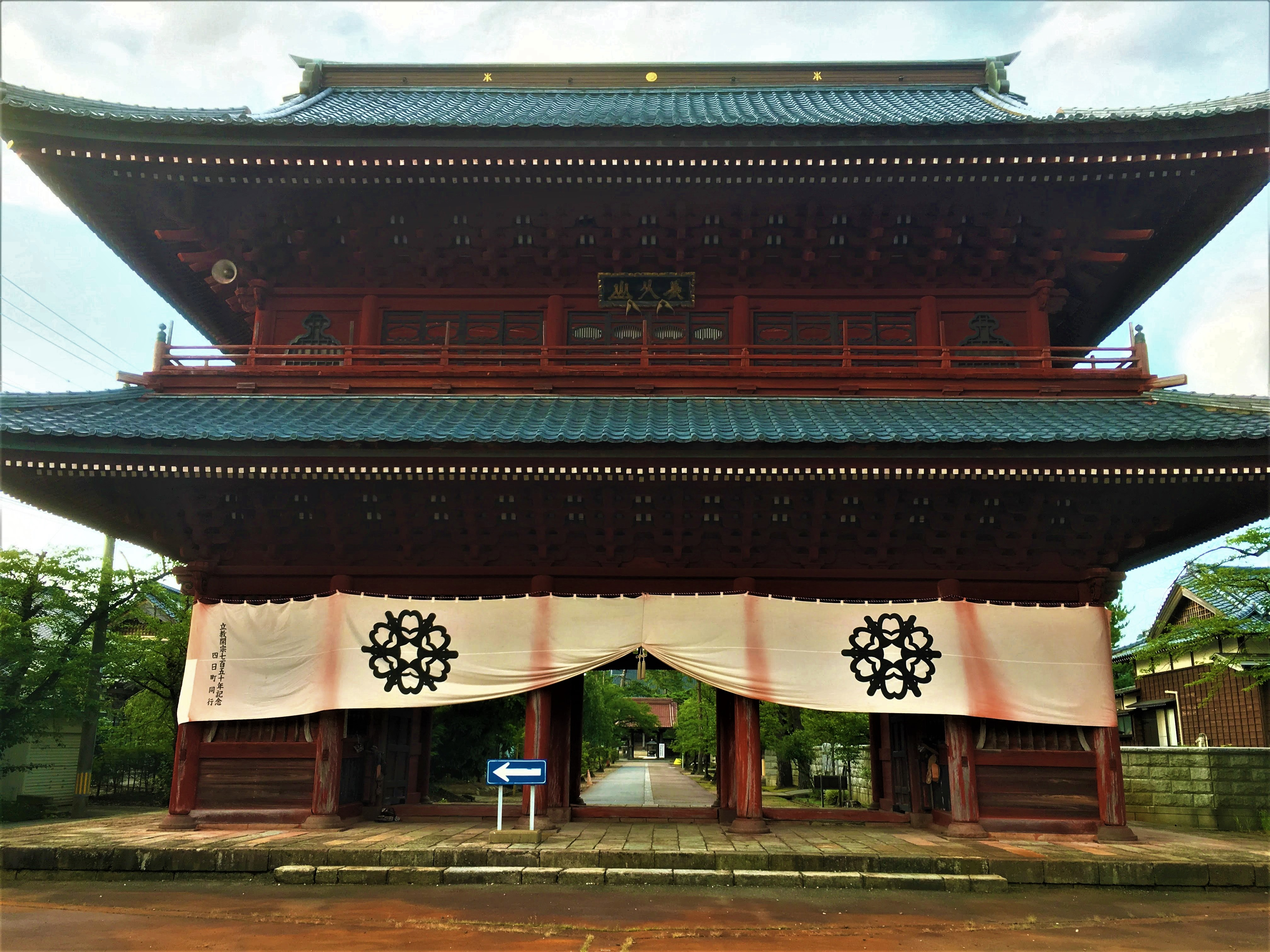
法華宗陣門流総本山本成寺

- 長久山本成寺（新潟県三条市）（越後国）

### 本山
- 光了山本禅寺（京都府京都市）（山城国）（洛中法華21ヶ寺）
- 常霊山本興寺（静岡県湖西市）（遠江国）

### 別院
- 東京別院 徳栄山本妙寺（東京都豊島区）（武蔵国）
- 北陸別院 長松山本法寺（富山県富山市）（越中国）
- 霊跡別院 俎岩山蓮着寺（静岡県伊東市）（伊豆国）

### 教区
日本列島を八つの教区に区分して末寺を置いている。
- 北海教区（北海道の寺院）
- 東北教区（東北地方の寺院）
- 新潟教区（総本山本成寺末の新潟県下の寺院）
- 北陸教区（北陸別院本法寺末の富山・石川・福井・岐阜各県の寺院）
- 関東教区（東京別院本妙寺末の関東地方・静岡県東部の寺院）
- 東海教区（東海本山本興寺末の静岡県西部から愛知県豊橋市の寺院）
- 中部教区（愛知県下で豊橋市以外の寺院）
- 関西教区（京本山本禅寺末で三重県以西の寺院）